# Claudio Maniago
Claudio Maniago (* 8. února 1959 Florencie) je italský římskokatolický duchovní a arcibiskup Catanzaro-Squillace.

## Život
Narodil se 8. února 1959 ve Florencii.
Vstoupil do arcibiskupského semináře. Po teologickém studiu byl 19. dubna 1983 arcibiskupem Silvanem Piovanellim vysvěcen na kněze. Následně pobýval v Almo collegio Capranica a věnoval se studiu liturgiky na Papežském ateneu svatého Anselma. Od roku 1987 byl rektorem nižšího semináře, ředitelem diecézního centra pro povolání a členem Pastorační rady.
Zastával funkci arcibiskupského ceremoniáře a profesora liturgiky na Papežské teologické fakultě Střední Itálie. Od roku 1994 působil jako pro-generální vikář arcidiecéze, moderátor kurie a kanovník kapituly. Roku 2001 byl ustanoven generálním vikářem.
Dne 18. července 2003 jej papež Jan Pavel II. jmenoval pomocným biskupem arcidiecéze Florencie a titulárním biskupem ze Satafi. Biskupské svěcení přijal 8. září z rukou kardinála Silvana Piovanelli a spolusvětiteli byli arcibiskup Ennio Antonelli a biskup Gualtiero Bassetti. V době svého zvolení byl nejmladším italským biskupem (44 let).
Ve Florencii je středem kontroverze, protože ho oběti Dona Lelia Cantiniho obviňují z ignorování a pokusu utajit pedofilní incidenty téhož kněze, který je jeho duchovním otcem. Roku 2007 byl Paolem Chiassonim obviněn z účasti na večírcích homosexuální povahy. Nikdy nebyl vyšetřován a obvinění se ukázali jako neopodstatněné.
Dne 12. července 2014 byl papežem Františkem ustanoven biskupem Castellanety a 28. října 2016 členem Kongregace pro bohoslužbu a svátosti.
Dne 29. listopadu 2021 byl jmenován metropolitním arcibiskupem Catanzaro-Squillace a 29. června následujícího roku převzal od papeže pallium.